# Christian Oliva
Christian Oliva, né le 1er juin 1996 à Ciudad del Plata en Uruguay, est un footballeur uruguayen qui évolue au poste de milieu de terrain au Club Nacional.

## Biographie

### Nacional Montevideo
Natif de Ciudad del Plata en Uruguay, Christian Oliva est formé par l'un des clubs de la capitale uruguayenne, le Nacional Montevideo. Il débute en professionnel le 27 janvier 2018, lors d'un match face au CA Peñarol. Il entre en cours de partie et le Nacional s'incline sur le score de trois buts à un ce jour-là. Le 15 mars 2018, il inscrit son premier but en professionnel, lors d'un match de Copa Libertadores face au Santos FC. Son équipe est battue par trois buts à un lors de cette partie. Devenu un titulaire régulier, Oliva prolonge son contrat avec le club jusqu'en 2020 le 25 avril 2018.

### Cagliari Calcio
Le 25 janvier 2019 Oliva est prêté avec obligation d'achat au Cagliari Calcio, pour sa première expérience en Europe. Il ne joue cependant aucun match jusqu'à la fin de la saison. Il faut attendre la suivante pour le voir apparaître pour la première fois sous le maillot de Cagliari, le 20 septembre 2019, lorsqu'il entre en jeu à la place de Luca Cigarini lors de la victoire de son équipe en Serie A face au Genoa CFC (3-1). Le 3 novembre 2019 Oliva inscrit son premier but pour Cagliari, lors de la victoire des siens en championnat contre l'Atalanta Bergame (0-2).

### Valence CF
Le 1er février 2021, Christian Oliva est prêté au Valence CF.